# 霍洛霍雷
49°45′7″N 24°43′17″E / 49.75194°N 24.72139°E

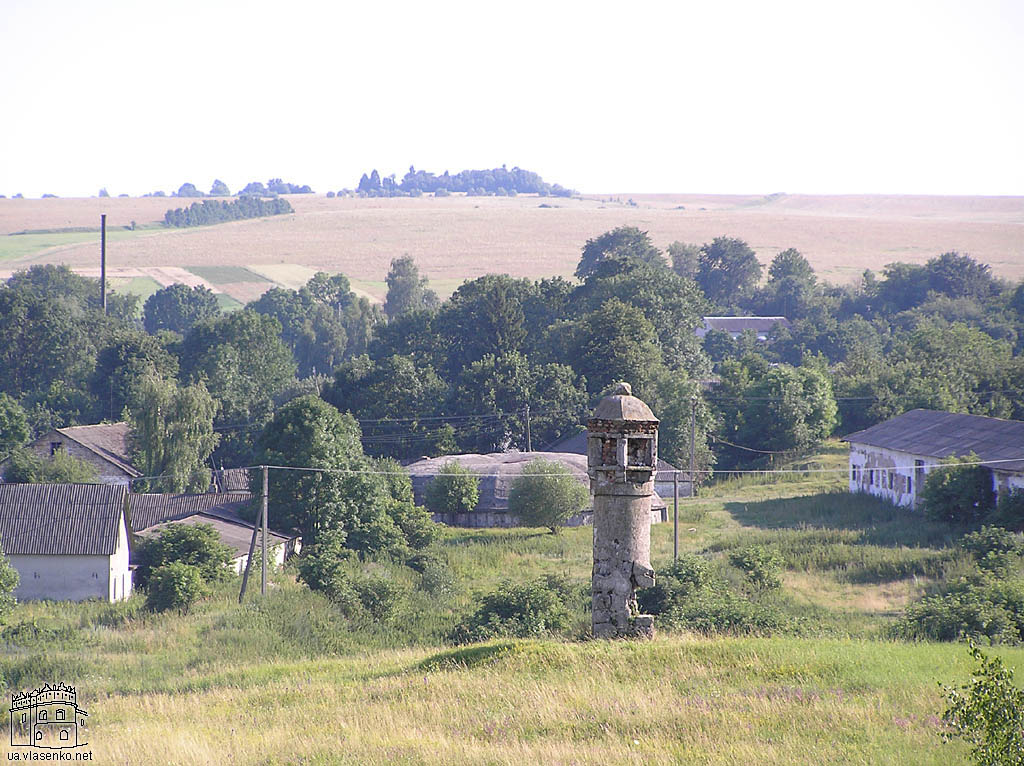

霍洛霍雷（烏克蘭語：Гологори）是烏克蘭的西部利維夫州佐洛奇夫區的村莊，始建於1271年，面積2.68平方公里，海拔高度346米，2001年人口658，人口密度每平方公里245.43人。